# Frontó internacional
El frontó internacional és una modalitat del frontó creada ad hoc per tal de congriar les diverses variants de joc indirecte en els Campionats Internacionals de Pilota. També és coneguda com a One Wall i està reconeguda com a modalitat per la Federació de Pilota Valenciana.
La Federació Internacional de Pilota Basca reconeix una modalitat derivada, el Frontball, de gran semblança.

## Canxa

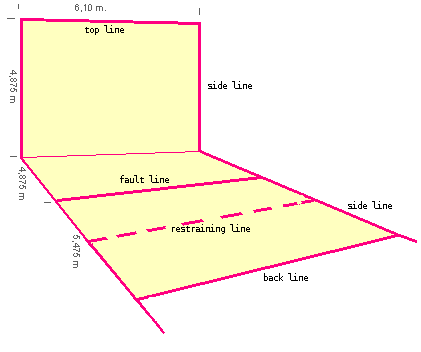
Canxa de frontó internacional

El frontó internacional recupera la versió més bàsica del joc indirecte: Una sola paret en la qual els jugadors han de fer rebotar la pilota.
Aquesta única paret, el frontó, mesura 6.10m d'ample per 4,90m d'alt. Dels límits esquerre i dret del frontó ixen arran de terra dos ratlles de 10,60m de llarg que marquen el terreny dins del qual pot botar la pilota per ser vàlida, aquesta és la canxa.
També ha d'haver un espai lliure de com a mínim 1,80m d'ample, perquè el jugador puga colpejar la pilota abans que pegue un segon bot fora del camp, aquesta zona s'anomena contracanxa.
A 4,90m del frontó hi ha una ratlla marcada en terra, és la línia de falta. En la treta, el jugador ha de servir des d'abans d'aquesta ratlla, i la pilota ha de sobrepassar-la després de botar al frontó.
A 10,60m del frontó hi ha una altra ratlla marcada enterra, la línia de fons, d'on la pilota no pot botar enllà.
A diferència del frontó valencià i la pilota basca, no hi ha paret esquerra o al darrere. A més, la pilota que bote sobre les ratlles laterals és vàlida. I, sobretot, al frontó no hi ha cap ratlla (o xapa) per sobre de la qual haja de pegar la pilota.
Amb motiu de l'Europilota 2010 es va construir a Massamagrell l'Stadium One Wall, que era el millor del món fins a la data.

## Pilota
La pilota del frontó internacional és feta de goma o material sintètic, sense cap color establert, d'un diàmetre de 4,80cm i d'un pes de 65 grams.

## Regles

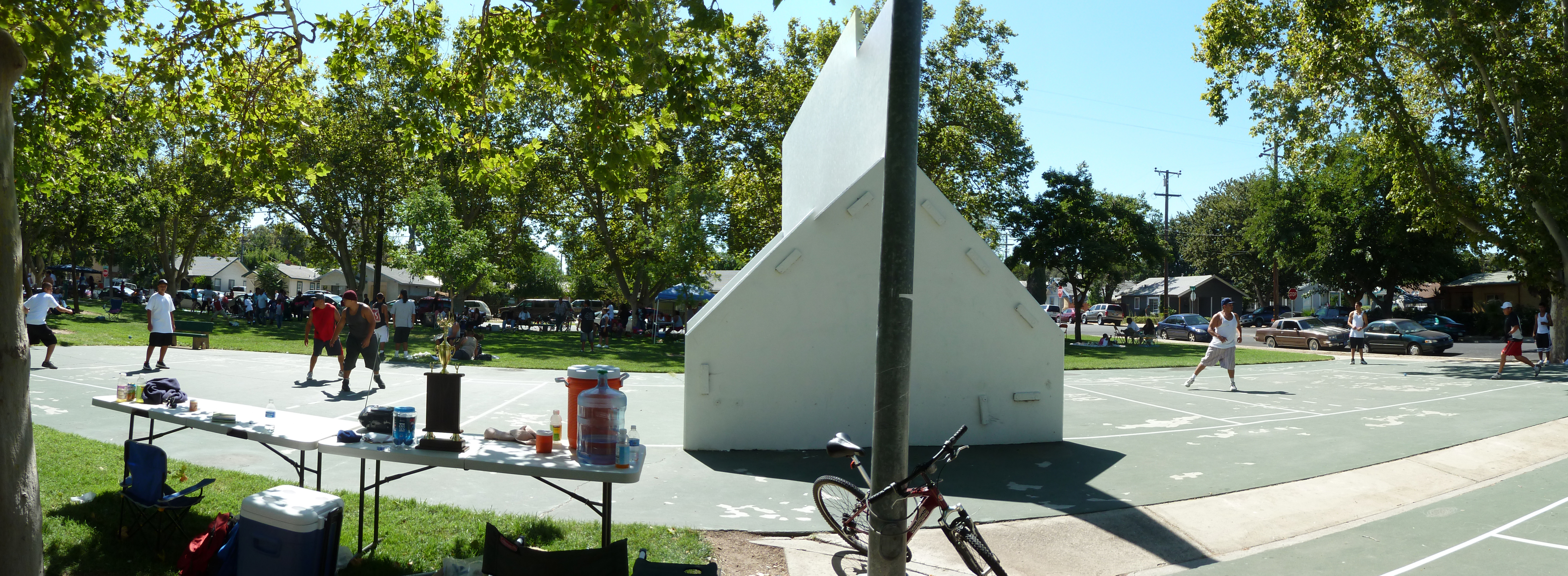
Canxa americana de One Wall (pot jugar-se pels dos costats).

Al frontó internacional competeixen dos jugadors (1 contra 1) o quatre jugadors (per parelles, 2 contra 2) fins a guanyar dos sets, cadascun d'ells compost per 21 punts. En cas d'empat es juga un tercer a onze punts. En eixe cas, se sorteja qui fa la treta, que serà alterna. A les partides d'un contra un, es pot tindre un jugador reserva, i el jugador substituït en cap cas podrà tornar a la canxa.
Els jugadors colpegen la pilota amb la mà per tal que aquesta rebote a la canxa i caiga dintre del frontó. Qui no siga capaç de tornar la pilota a bona comet falta.
Es comet falta si
- Si la pilota (després de rebotar al frontó) pega un primer bot fora del terreny de joc,
- Si la pilota no bota de primeres al frontó,
- Si el jugador colpeja la pilota amb qualsevol part del cos que no siga la mà,
- Si el jugador colpeja la pilota després d'un segon bot al sòl.